# Georges Bigot
Pour les articles homonymes, voir Bigot.
Cet article possède un paronyme, voir Georges Ferdinand Bigot.
Georges Bigot est un acteur de théâtre et de cinéma français né le 5 avril 1955.

## Vers le soleil
Dès dix-neuf ans il entreprend de se former auprès de divers cours et écoles. Il rentre tout d'abord au théâtre du Lucernaire dans la classe de Luce Berthommé. Il s'inscrit ensuite aux cours Charles Dullin, plus axés sur la discipline corporelle. Puis il change à nouveau pour suivre l'enseignement de Jean-Louis Martin-Barbaz, grand compagnon de route de Roger Planchon, avant de se frayer un passage au Conservatoire national supérieur d'art dramatique en tant qu'auditeur libre de la classe d'Antoine Vitez. Il a 23 ans.
Ses années de formation, de 1975 à 1980, ne l'empêchent pas de figurer dans de nombreux projets, sur scène ou à la télévision : 
Des séries et des téléfilms : 
- Monsieur Jadis (1975)
- Le Destin personnel (1979)
- Opération trafics (1980)
- Médecins de nuit (1980)
- Jean-Sans-Terre (1980)
- L'Aéropostale, courrier du ciel (1980)

Des créations théâtrales : 
- Le Seigneur des Andes, adapté d'Anne de Preux par Mario Naldi (1975)
- Le Livre de la jungle de Kipling, adapté par Mirat Nadar (1976)
- Lorenzaccio de Musset mis en scène par Franco Zefirelli, (apparition des plus fugaces pour l'ivresse de fouler la scène de la comédie Française (1977)
- In america Cuicatl de Xavier Pommeret par Carlos Wittig-Montero (1979)
- Dissident ? Il va sans dire de Michel Vinaver toujours par Carlos Wittig-Montero (1980).

À l'automne 1978, il rencontre Carlos Wittig (1951-1988). Ce Chilien, diplômé de cinéma et de théâtre, débarque à Paris en 1973 juste avant le coup d'État du général Pinochet. Jacques Rosner, directeur du Conservatoire d'alors, donne à Wittig la possibilité de créer en son sein sa première mise en scène de théâtre en France. Le jeune homme commande alors à Xavier Pommeret une grande fresque sur l’histoire du Mexique, In America Cuicatl.
Le texte est encore en cours d’écriture quand les répétitions commencent. Le jeune Georges Bigot fait partie des sept passagers de l'embarcation et s'apprête à une rencontre dont certains comme Georges Aperghis, Philippe Minyana, Maria Koleva, Ariane Ascaride ou Raoul Ruiz avoueront qu'elle fut une des plus édifiantes de leur carrière.
Les élèves rassemblés sous sa direction se livrent à une série d'exercices aussi éprouvants qu'incompréhensibles. Carlos Wittig semble prolonger de beaucoup la méthode de Grotowski qu'il adjoint à d'étranges chorégraphies et toute une grammaire corporelle astreignantes auxquelles les jeunes gens se plient sans en comprendre l'issue.
« Tout au long de ces répétitions, ce très jeune metteur en scène sera un pédagogue inavoué et d’une générosité prolifique autant qu’universelle : il semble avoir engrangé dans sa pratique tous les exercices d’entraînement du comédien mis au point aux quatre coins du monde et, par cette connaissance virtuose, il fera tomber une à une nos barrières inconscientes – ces "blocages" derrière lesquels nous nous réfugions et nous nous empêtrons si facilement.» 
À l'issue de cette aventure, Georges Bigot se dirige vers les ateliers d'art dramatique du Théâtre du miroir (devenu ensuite la Compagnie Miroir et Métaphore) fondé par Daniel Mesguich en 1974 dès la fin de sa formation. Celui qui n'est pas encore le plus jeune professeur du Conservatoire accueille donc Georges Bigot, de trois ans son cadet. À nouveau ce dernier ne restera pas.
Il a vingt-cinq ans quand il frappe aux portes du Théâtre du Soleil, à la Cartoucherie de Vincennes. Il sort à peine du tournage d'un dernier téléfilm où il prête ses traits au jeune Jean Vilar....(Vilar... Jean, 1981).

## Sous le soleil
Ariane Mnouchkine et sa troupe du Théâtre du Soleil l'hébergeront onze années, de 1981 à 1992. C'est sous cette immense augure qu'il en deviendra l'un des grands interprètes, y jouant dans de nombreuses créations telles que la série des Shakespeare : 
- Richard II (Richard II, 1981)
- La Nuit des rois, (le Duc Orsino, 1982)
- Henri IV (le Prince de Galles, 1984)
- L’Histoire terrible mais inachevée de Norodom Sihanouk, Roi du Cambodge (1985) d'Hélène Cixous pour lequel il recevra le Prix du meilleur comédien du Syndicat de la critique pour l'interprétation du rôle-titre.
- L’Indiade ou l'Inde de leur rêve d'Hélène Cixous, (le Pandit Nehru1987).

et participera encore au cycle des Atrides :
- Iphigénie à Aulis d’Euripide, (Le messager, 1990)
- Agamemnon d’Eschyle, (Le Coryphée de la danse, le guetteur, Égisthe, 1990)
- Les Choéphores  (Un choreute, Égisthe, 1991)

## Jouer, rencontrer
En 1992, il quitte la Cartoucherie mais suit néanmoins les pas du musicien Jean-Jacques Lemêtre, sollicité pour composer la partition du ballet solo de Karine Saporta, Le Rêve d'Esther, d'après la Senora de Catherine Clément.
En 1993, il continue ses pérégrinations en marge du jeu pour accompagner la formation chilienne de Quilapayún le temps d'un concert Les Trois Temples de l'Amérique.
Il revient à la scène dans Lélio ou le Retour à la vie d’Hector Berlioz avec l’Orchestre Philharmonique de Rotterdam dirigé par Ion Maron et retourne au pur théâtre avec Figaro divorce d'Ödön von Horváth, mis en scène par Jean-Paul Wenzel. Il s'y essaye d'ailleurs à son tour pour monter Kalo, pièce écrite par Maurice Durozier son ancien partenaire de la Cartoucherie.
En 1994, il joue et codirige La Dispute de Marivaux avec Pierre Carlet, joue Le Grain et la Balle de Samuel Beckett (m.e.s de Stuart Seide).
La même année, il rencontre Elsa Solal et lui confie l'écriture d’Armor (1995) dont il dirigera les trois lectures dont une à la chartreuse de Villeneuve-lès-Avignon durant le festival d'Avignon 1995.
En 1996, il retrouve Stuart Seide pour une série de spectacles autour de l'œuvre de Beckett : Acte sans parole I, Fragment de théâtre I, Quoi où et Va et vient.
En 1997, Claire Lasne le met en scène dans Les Nouveaux Bâtisseurs de Mohamed Rhouabi, avant de rencontrer Laurent Lafargue pour Sauvés d'Edward Bond.
En 1999, Declan Donnellan lui offre Le Cid de Pierre Corneille.
En 2001, il rencontre Tim Robbins à Los Angeles et crée La Mouette avec la compagnie de  « The Actor’s Gang ».
Entre 2000 et 2004, il est au Mali et travaille avec l’atelier de Bamako (BlonBa) sur Le Retour de Bougouniéré de Jean-Louis Sagot-Duvauroux et Ségou Fassa d'après Djéli Baba Sissoko. Il met en scène et joue avec la troupe de comédiens africains dont il crée les spectacles en banlieue parisienne.
En 2003, son ami et partenaire du Soleil, Simon Abkarian, le convie pour sa version de Titus Andronicus de William Shakespeare.
Puis c'est un autre camarade d'école, Paul Golub, qui le demande sur un autre Corneille, L'Illusion comique, en 2004.
La même année, Christophe Rauck, qu'il avait rencontré sur Les Euménides en 1992, lui propose La Vie de Galilée de Bertolt Brecht.
En 2005, il retourne voir Tim Robbins pour travailler sur sa pièce Embedded qu'il va traduire, mettre en scène, interpréter et créer en mars 2006 à Langon, non loin de Bordeaux, avec la troupe du Petit Théâtre de Pain.
Puis il revient à La Mouette dès 2006 sur la proposition de Philippe Adrien (rôle de Trigorine) tout en s'offrant un duo de danse contemporaine dans L’histoire de l’ombre chorégraphié par Philippe Ducou.
En 2007, Simon Abkarian achève l'écriture de sa première pièce Pénélope, Ô Pénélope. Pour sa création il réunit les vieux copains de la Cartoucherie et offre quatre rôles à Georges Bigot dont celui, troublant, de la mère d'Elias, transposition d'Ulysse.
Puis c'est au tour de Valérie Grail, également rencontrée à la Cartoucherie en 1992, de lui demander sa participation à La chance de ma vie. Une création où se mêlent plusieurs écritures et où certains des auteurs (tels Rémi de Vos ou Jean-Gabriel Nordmann) se retrouvent eux-mêmes en scène pour jouer leur vie sur… une audition.
En 2007, il rejoint Maurice Durozier pour participer à la création du spectacle musical d’Eric de Dadelsen, Le Casting.
Puis, Laurent Laffargue l'invite à nouveau sur son plateau et lui confie le rôle-titre de La Grande Magie d'Eduardo De Filippo, créé à Nantes à l'automne 2008.

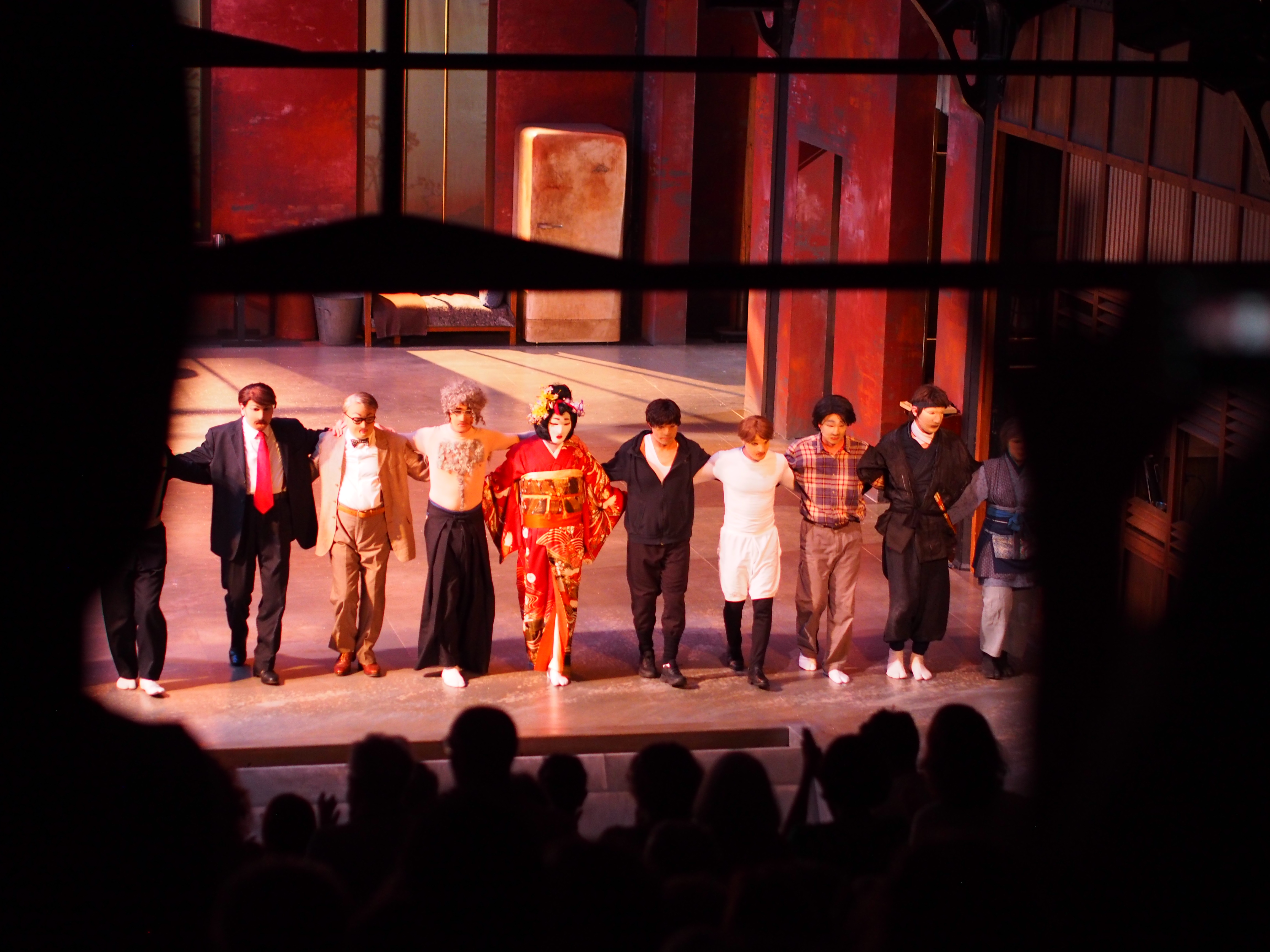
Georges Bigot en costume de geisha (Théâtre du Soleil, 2022).

En 2009, le festival d'Avignon célèbre le triomphe d'un auteur/metteur en scène parmi les plus doués de sa génération en la personne de Wajdi Mouawad. Le Sang des promesses, sa grande fresque de plus de dix heures, s'achève par un huis clos oppressant. Ciels, quatrième opus réunit Olivier Constant, Valérie Blanchon, John Arnold, Stanislas Nordey et Georges Bigot.
En 2010, Georges Bigot reprend un rôle dans Something Wilde, librement adapté de la Salomé d'Oscar Wilde, mis en scène par Anne Bisang.
En 2011, il met en scène avec Delphine Cottu une nouvelle version en langue khmère de L’Histoire terrible mais inachevée de Norodom Sihanouk, roi du Cambodge avec vingt-cinq acteurs et quatre musiciens de l'École des Arts Phare Ponleu Selpak. Ce spectacle, construit au fur et à mesure que se mettait en place le Tribunal international pour juger les criminels khmers rouges, sera créé en France à l'automne 2011. « Jamais création théâtrale ne fut si chargée d’urgences et de responsabilités » (Hélène Cixous).
En 2011, toujours dans la même ligne artistique, il met en scène CAFI de et avec Vladia Merlet pour la Compagnie Le Bruit des Ombres.
D'un Laurent l'autre : c'est Laurent Pelly qui lui demande de le rejoindre, à Toulouse, pour la création 2013 de Mangeront-ils ?, d'après Victor Hugo. Puis c'est en Orgon, dans Le Jeu de l'amour et du hasard de Marivaux, qu'on le retrouve en mars 2014, à nouveau sous la direction de Laurent Laffargue.
Fin 2014, il revient du côté de Bayonne où il retrouve le Petit théâtre de Pain pour mettre en scène 9, de Stéphane Guérin.
Il enchaîne avec le nouveau spectacle de Laurent Pelly, L'Oiseau Vert de Carlo Gozzi, puis endosse le costume du "Monsieur Martin" dans la Cantatrice Chauve, et poursuit avec Les Oiseaux d'Aristophane, également mis en scène par Laurent Pelly, en 2017.
En 2021, et près de trente ans après avoir quitté la troupe, Georges Bigot revient au Théâtre du Soleil pour participer à la création collective relue par Hélène Cixous et mise en scène par Ariane Mnouchkine, L'Île d'Or.

## L'art du partage
La passion du jeu se double rapidement chez Georges Bigot d'une hâte à transmettre, former et accompagner à la création auprès de nombreux groupes en France et à travers le monde (États-Unis, Brésil, Chili, Singapour, Mali, Cambodge) pour autant d'occasions qu'il aura de fonder des projets, voire des troupes :
à Los Angeles, pour enseigner l'usage des Masques de la Commedia dell'arte, en 1984 et 2001 (il y rencontre Tim Robbins)
à Fortaleza, au Salvador, et à Crato, au Brésil, en 1988
à Singapour, en 1992.
à Chicago, en 2000 puis en 2015 pour un stage de trois semaines en compagnie d'une parterre de comédiens trans-générationnels  (de 11 à 64 ans !!).
à Santiago du Chili, en 2003 (à la suite duquel il créera Ail d’Hélène Cixous au festival Teatromil en 2004).
En France, il est amené à travailler pour de nombreux Centres dramatiques nationaux et de compagnies théâtrales.
Cette appétence particulière lui vaut même de figurer dans son propre rôle dans un court métrage qui dit peut-être quelque chose de son art d'enseigner à l'époque.Répétition" un court métrage de Patricia Bardon de 1993.
De 1993 à 2001, il enseigne la pratique de l’art de l’acteur à l’Université de Bordeaux III, où il rencontre les comédiens qui formeront plus tard Le Petit Théâtre de Pain, et dont Et ils passèrent des menottes aux fleurs… de Fernando Arrabal (1998) couronnera leurs années de formation.
Il dirige également le festival de théâtre « Les Chantiers de Blaye » de 1996 à 2001.
Il collabore à l'écriture et la création d'« Ambrouille » en 2000 et les dirige dans Le Pic du Bossu de Sławomir Mrożek en 2004, créé en 2007.
Il enseigne aussi au Conservatoire national supérieur d'art dramatique de Paris de 2004 à 2006. et enseigne à l’École nationale supérieure de l’Académie de Limoges de 2009 à 2013.
En 2022, il prend la co-direction artistique de l'Association de Recherche des Traditions de l'Acteur (ARTA) en coordination avec ses vieux compagnons de route du Soleil, Duccio Bellugi-Vannuccini et Maurice Durozier.

## Distinctions
- Prix du Syndicat de la critique 1986 : meilleur comédien pour L'Histoire terrible mais inachevée de Norodom Sihanouk, roi du Cambodge